# 贯洞镇
贯洞镇，是中华人民共和国贵州省黔东南苗族侗族自治州从江县下辖的一个乡镇级行政单位。

## 行政区划
贯洞镇下辖以下地区：
贯洞社区、贯洞村、腊阳村、德刷村、八洛村、今华村、潘今滚村、腊全村、腊水村、宰门村、友团村、干团村、刷搞村、归省村、德卡村、样洞村、今影村和宰专村。